# MSN Music
MSN Music faisait partie des services Web de MSN. Il a diffusé des actualités musicales, des vidéoclips, des projecteurs sur la nouvelle musique, des informations sur les artistes et des performances en direct d'artistes. Le site Web a également servi de magasin de musique numérique de 2004 à 2008.

## Histoire
En 2004, Microsoft a créé une boutique de téléchargement MSN Music pour concurrencer l'iTunes Music Store d'Apple, même si ses ventes en comparaison étaient négligeables. Le magasin utilisait l'application Windows Media Player de Microsoft et des fichiers propriétaires au format Windows Media (fichiers .wma protégés)[réf. nécessaire].
Il a commencé avec 1,5 million de chansons, mais est tombé à 1,1 million de chansons en raison de ventes à la traîne et d'un manque de soutien réel de Microsoft.
Le magasin MSN Music n'était pas compatible avec le lecteur de musique Zune de Microsoft. Depuis le 14 novembre 2006, MSN Music a cessé de vendre de la musique et redirige désormais les téléspectateurs vers les sites Web Zune ou Real Rhapsody.
Microsoft a acquis MongoMusic le 13 septembre 2000 et a fusionné sa technologie.
En 2006, lors de l'annonce de la fermeture de MSN Music aux États-Unis, Microsoft a promis aux utilisateurs que les serveurs de licences seraient maintenus pendant cinq ans mais en avril 2008, Microsoft a annoncé que les serveurs DRM de MSN Music seraient désactivés le 31 août 2008. Après cette date, il n'était plus possible de réautoriser les chansons achetées lors d'un changement d'ordinateur ou de système d'exploitation. Ils ont suggéré aux clients de sauvegarder leur musique en la gravant sur CD. Plus tard, ils ont cédé et se sont engagés à maintenir les serveurs DRM en ligne jusqu'à la fin de 2011.
La section musique de MSN est néanmoins restée en ligne après 2008, hébergeant du contenu tel que des blogs musicaux et des galeries de photos; il a continué à être appelé MSN Music jusqu'à ce qu'il soit intégré à la section Divertissement de MSN.

## Autres pays
Bien que les téléchargements de musique MSN aient cessé aux États-Unis, les téléchargements de musique MSN (protégés par DRM) sont toujours disponibles au Royaume-Uni via le portail MSN UK et/ou via Windows Media Player, bien que le service soit alimenté par Nokia (anciennement OD2).